# Comité Reece
Le Comité Reece de son nom complet en anglais « United States House Select Committee to Investigate Tax-Exempt Foundations and Comparable Organizations » est une commission parlementaire de la Chambre des représentants des États-Unis qui siégea entre 1952 et 1954. Son nom vient d'un de ses membres, B. Carroll Reece, qui la fit connaître dans les médias et au sein du public.

## But
Son but était d'enquêter sur les fondations américaines à but non lucratif et bénéficiant de l'exemption d'impôt, dont la Fondation Rockefeller, la Fondation Ford, la Fondation Carnegie (Carnegie Foundation for the Advancement of Teaching) et la Fondation Guggenheim.
Au moment d'enquêter sur le financement de l'institut d'Alfred Kinsey (« Kinsey Institute for Research in Sex, Gender, and Reproduction »), qui révélait un financement de la fondation Rockefeller, le député Wayne Hays s'y opposa.
Insatisfait par les conclusions du comité sous la présidence de Cox, Reece milita pour une poursuite du travail d'enquête. En avril 1954, la chambre des représentants l'autorisa. Contrairement à son prédécesseur, qui limita son enquête à des généralités, le Comité Reece dressa un réquisitoire sur les motifs pour établir des fondations et leur influence sur la vie publique. L'enquête en elle-même était chapeautée par le député Norman Dodd, un ancien banquier et homme d'affaires.

## Membres
Edward « Eugene » Cox de Géorgie fut président de la commission jusqu'à sa mort le 24 décembre 1952. Brooks Hays de l'Arkansas le remplaça.
| Majorité | Minorité |
| --- | --- |
| - Euguene Cox, Georgia, Chairman - Brooks Hays, Arkansas - Aime J. Forand, Rhode Island - Donald L. O'Toole, New York | - Richard M. Simpson, Pennsylvania, Ranking Member - Angier L. Goodwin, Massachusetts - B. Carroll Reece, Tennessee |

## Résultats
Le rapport final fut présenté par Norman Dodd.